# Skamby i Kuddby

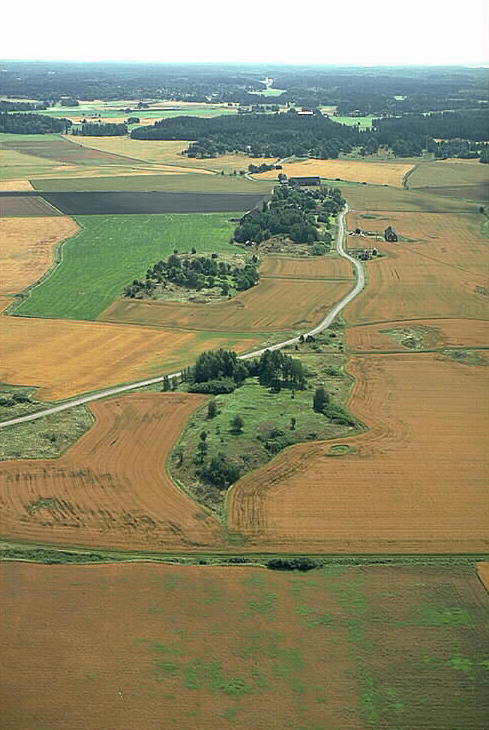
Skamby-gravfältet, flygfoto från nordväst. Bytomten ligger utanför bildens vänstra kant.

Skamby är en by i Kuddby socken på Vikbolandet i Norrköpings kommun.

## Kulturhistoria
Byns namn kommer förmodligen av ett äldre namn på den närliggande ån, *Skamber, ”Den korta”. Samma bakgrund har i så fall namnet på den närliggande byn Österskam. Men intill byvägen ligger en omkullfallen bautasten, Dalkullestenen, om vilken en folketymologisk sägen berättas. Enligt denna skulle Skamby ha hetat Hedersby ända till en julafton då en gravid dalkulla kom vandrande genom snön och sökte husrum. När folket i Hedersby avvisade henne frös hon ihjäl ute vid vägen. Antingen blev hon liggande intill Dalkullestenen eller så förvandlades hon själv till sten, beroende på sagesman. Efter detta skamliga beteende skulle byn ha fått byta namn.
Fyndet av ett spänne från den äldre romartiden i åkern nära Dalkullestenen tyder på att den är ett gravmonument från denna tid.
Utanför byn ligger Götalands största båtgravfält med tio obrända båtgravar från den yngre järnåldern. En av dessa grävdes ut 2005 av arkeologer under ledning av Martin Rundkvist och Howard Williams. Den visade sig vara jämförelsevis fyndfattig men innehöll 23 spelpjäser till hnefatafl, gjorda i bärnsten. Utgrävarna daterade graven till vikingatidens början, 800-talet. De fann även att gravfältet ligger på en boplats från den förromerska järnåldern, troligast 100-talet f.Kr., där man gjutit bronsföremål.
Bytomten är av medeltidens vanliga rektangulära typ men är uppdelad mellan Skambys gårdar och några gårdar som tillhör Viggeby i grannsocknen Å. Sockengränsen går med andra ord tvärs igenom en reglerad bytomt (se solskifte), vilket är extremt ovanligt.